# 더스틴 포이리에
더스틴 포이리에(Dustin Poirier)는 미국 루이지애나 출신의 종합격투기 선수로, 현재 UFC 라이트급으로 활동하고 있다. ‘더 다이아몬드(The Diamond)’라는 별명처럼 정교한 타격과 뛰어난 그래플링 실력을 겸비한 밸런스파이며, 2019년 UFC 라이트급 잠정 챔피언에 올랐다. 코너 맥그리거와의 삼자대결 승리, 마이클 챈들러 서브미션 승 등도 눈에 띈다.

## 경력

### 초기 활동 및 UFC 입성
2009년 프로 데뷔 이후 미국 중소 단체를 거쳐 2011년 WEC에 진출했고, 2012년에 UFC에 입성했다. 초기에는 페더급에서 활동했지만, 이후 라이트급으로 체급을 올려 실력을 발휘했다.

### 라이트급 활동
- 2016년~2019년 사이, 앤서니 페티스·저스틴 게이치·맥스 할로웨이 등 유수한 타이틀 전 선수를 연이어 꺾고 2019년 UFC 236에서 할로웨이를 분할판정으로 꺾고 잠정 챔피언에 등극했다.
- 2019년 Khabib Nurmagomedov에게 통합 타이틀전에서 패했지만, 이후 Dan Hooker, Conor McGregor(2승), Michael Chandler(서브미션 승)을 차례로 꺾었다.
- 2024년 UFC 302에서 Islam Makhachev에게 서브미션으로 패했고, 같은 해 UFC 299에서 Benoît Saint Denis에 KO 승리를 거두며 현재까지 UFC 라이트급에서 활약 중이다.
- 2025년 7월 UFC 318에서 맥스 할로웨이를 상대로 BMF 타이틀전 및 은퇴 경기를 치를 예정이다.

## 파이팅 스타일
복싱 기반의 타격가로, 정확한 왼손 훅과 카운터가 강력하다. 클린치 상황에서도 엘보와 니킥을 활용하며, 브라질리언 주짓수 블랙벨트 출신으로 서브미션 능력도 탁월하다.

## 종합격투기 전적
| 결과 | 전적 | 상대               | 방식                                   | 대회                            | 날짜             | 장소                 |
| ---- | ---- | ------------------ | -------------------------------------- | ------------------------------- | ---------------- | -------------------- |
| 패   | 30–9 | Islam Makhachev    | 서브미션 (다르체이 초크, 5R 2:42)      | UFC 302                         | 2024년 6월 1일   | 뉴어크, 미국         |
| 승   | 30–8 | Benoît Saint Denis | KO/TKO (펀치, 2R 2:32)                 | UFC 299                         | 2024년 3월 9일   | 마이애미, 미국       |
| 패   | 29–8 | Justin Gaethje     | KO/TKO (헤드킥, 2R 1:00)               | UFC 291                         | 2023년 7월 29일  | 솔트레이크시티, 미국 |
| 승   | 29–7 | Michael Chandler   | 서브미션 (리어 네이키드 초크, 3R 2:00) | UFC 281                         | 2022년 11월 12일 | 뉴욕, 미국           |
| 패   | 28–7 | Charles Oliveira   | 서브미션 (리어 네이키드 초크, 3R 1:02) | UFC 269                         | 2021년 12월 11일 | 라스베이거스, 미국   |
| 승   | 28–6 | Conor McGregor     | TKO (의료중단, 1R 5:00)                | UFC 264                         | 2021년 7월 10일  | 라스베이거스, 미국   |
| 승   | 27–6 | Conor McGregor     | TKO (펀치, 2R 2:32)                    | UFC 257                         | 2021년 1월 23일  | 아부다비, UAE        |
| 승   | 26–6 | Dan Hooker         | 판정 (전원일치, 5R)                    | UFC on ESPN: Poirier vs. Hooker | 2020년 6월 27일  | 라스베이거스, 미국   |

## 주요 타이틀 및 수상
- UFC 라이트급 인터림 챔피언 (1회)
- 다수의 Fight of the Night, Performance of the Night 수상
- BMF 켄타일전 예정 – 맥스 할로웨이와의 대결

## 개인 생활 및 은퇴 =
루이지애나주 출신으로, 자선 재단 'The Good Fight Foundation'를 설립해 지역 사회 기부 활동을 이어가고 있다. 부인 졸리와 장녀를 두었으며, 2025년 7월 19일 UFC 318에서 은퇴 경기를 가질 예정이다.

## 관련 문서
- UFC
- 라이트급 (MMA)
- The Ultimate Fighter
- American Top Team